# Canção de Roncesvales

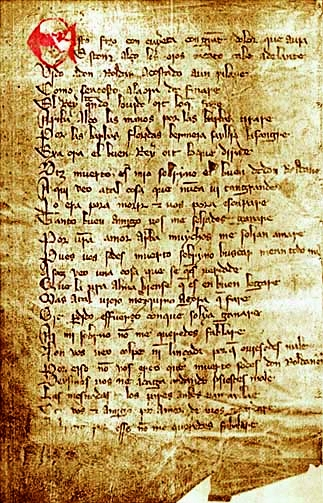
Cantar de Roncesvalles, f. 1v.º

A Canção de Roncesvales (em castelhano Cantar de Roncesvalles) é uma canção de gesta medieval do século XIII, escrita em castelhano antigo. Junto com a Canção de Mio Cid e as Mocedades de Rodrigo, a Canção de Roncesvales é um dos três únicos testemunhos da literatura épica medieval castelhana que chegou à atualidade.

## Manuscrito
Tudo que resta da Canção são dois fólios de manuscrito, com um total de 100 linhas de texto dos milhares que devia conter o poema original. Os fólios foram encontrados no Arquivo de Navarra, em Pamplona, pelo padre Fernando de Mendoza. Entre os que o estudaram inicialmente está o erudito espanhol Ramón Menéndez Pidal.

## Tema
O tema é relacionado à histórica Batalha de Roncesvales, travada em 778, em que a retaguarda do exército do rei franco Carlos Magno foi dizimada por guerreiros vascões numa passagem dos Pirenéus. A partir desse acontecimento histórico desenvolveu-se uma longa tradição literária ao redor do rei franco e seus paladinos, especialmente Rolando, inaugurada pelo épico francês Canção de Rolando, composta no século XII. A Canção de Roncesvales, porém, não é uma tradução daquele épico francês, estando baseada em textos diferentes.
O fragmento preservado mostra o rei Carlos e outros nobres francos lamentando-se pela perda dos cavaleiros mortos em Roncesvales, particularmente Rolando, sobrinho do rei, Oliveiros e o Arcebispo Turpim. Um dos versos faz uma referência à lenda medieval de que Carlos Magno instalou o Caminho de Santiago, a principal rota de peregrinação da Idade Média: "Con vos… adobé los caminos del apostol Santiague" ("Convosco (referência a Rolando)… reparei os caminhos do Apóstolo Santiago").
Também aparece o duque Amão lamentando-se pelo seu filho, Reinaldo de Montalvão, um dos personagens mais importantes da épica medieval mas que não aparece na Canção de Rolando. Essa menção na Canção de Roncesvales é a primeira ligação entre Reinaldo e Rolando na literatura medieval.